# Téseny
Téseny es un pueblo ubicado en el distrito de Sellye, en el condado de Baranya, Hungría.

## Superficie
Posee una superficie de 12,08 kilómetros cuadrados.

## Demografía
Hasta 2019 la población era de 286 habitantes, con una densidad de población de 23,68 habitantes por kilómetro cuadrado.